# مروین (میسوری)
مروین (به انگلیسی: Merwin) یک روستا (ایالات متحده آمریکا) در ایالات متحده آمریکا است که در شهرستان بیتس، میزوری واقع شده‌است.
 مروین ۰٫۳۸ کیلومتر مربع مساحت و ۵۸ نفر جمعیت دارد و ۲۷۴ متر بالاتر از سطح دریا واقع شده‌است.